# Campionato mondiale di hockey su ghiaccio - Seconda Divisione 2006
Il Campionato mondiale di hockey su ghiaccio - Seconda Divisione 2006 è stato un torneo di hockey su ghiaccio organizzato dall'International Ice Hockey Federation. Il torneo si è disputato fra il 27 marzo e il 9 aprile 2006. Le dodici partecipanti sono state divise in due gironi da sei ciascuno. Il torneo del Gruppo A si è svolto nella città di Sofia, in Bulgaria. Le partite del Gruppo B invece si sono disputate ad Auckland, in Nuova Zelanda. La Romania ha vinto il Gruppo A mentre la Cina il Gruppo B, garantendosi così la partecipazione al Campionato mondiale di hockey su ghiaccio - Prima Divisione 2007. Al contrario la Sudafrica e la Nuova Zelanda, giunte all'ultimo posto dei rispettivi gironi sono state retrocesse per il 2007 in Terza Divisione. L'Islanda e la Turchia, giunte nelle prime due posizioni della Terza Divisione, sostituiscono nel 2007 il Sudafrica e la Nuova Zelanda. Per l'ultimo anno ha fatto la propria apparizione la nazionale della Serbia e Montenegro, prima della separazione del Montenegro.

## Partecipanti

### Gruppo A
| Nazionale           | Qualificazione                                                 |
| ------------------- | -------------------------------------------------------------- |
| Romania             | Sesta e retrocessa dalla Prima Divisione - Gruppo B del 2005.  |
| Serbia e Montenegro | Seconda nella Seconda Divisione - Gruppo B del 2005.           |
| Belgio              | Quarto nella Seconda Divisione - Gruppo B del 2005.            |
| Serbia              | Ospitante, quarta nella Seconda Divisione - Gruppo A del 2005. |
| Spagna              | Quinta nella Seconda Divisione - Gruppo B del 2005.            |
| Sudafrica           | Seconda e promossa dalla Terza Divisione del 2005.             |

### Gruppo B
| Nazionale      | Qualificazione                                                 |
| -------------- | -------------------------------------------------------------- |
| Cina           | Sesta e retrocessa dalla Prima Divisione - Gruppo A del 2005.  |
| Australia      | Seconda nella Seconda Divisione - Gruppo A del 2005.           |
| Corea del Sud  | Terza nella Seconda Divisione - Gruppo A del 2005.             |
| Corea del Nord | Terza nella Seconda Divisione - Gruppo B del 2005.             |
| Nuova Zelanda  | Ospitante, quinta nella Seconda Divisione - Gruppo A del 2005. |
| Messico        | Primo e promossa dalla Terza Divisione del 2005.               |

## Gruppo A

### Incontri
| Sofia 27 marzo 2006, ore 12:00 | Romania | 4 – 2 (2-0; 2-0; 0-2) referto | Belgio | Winter Sports Palace (60 spett.) |

| Sofia 27 marzo 2006, ore 15:30 | Serbia e Montenegro | 4 – 1 (1-1; 2-0; 1-0) referto | Spagna | Winter Sports Palace (93 spett.) |

| Sofia 27 marzo 2006, ore 19:00 | Bulgaria | 14 – 1 (5-0; 3-1; 6-0) referto | Sudafrica | Winter Sports Palace (873 spett.) |

| Sofia 28 marzo 2006, ore 12:00 | Belgio | 2 – 2 (0-0; 0-1; 2-1) referto | Serbia e Montenegro | Winter Sports Palace (87 spett.) |

| Sofia 28 marzo 2006, ore 15:30 | Sudafrica | 3 – 19 (0-5; 0-6; 3-8) referto | Romania | Winter Sports Palace (79 spett.) |

| Sofia 28 marzo 2006, ore 19:00 | Spagna | 1 – 3 (0-2; 1-1; 0-0) referto | Bulgaria | Winter Sports Palace (1.249 spett.) |

| Sofia 30 marzo 2006, ore 12:00 | Romania | 16 – 3 (6-0; 5-0; 5-3) referto | Spagna | Winter Sports Palace (54 spett.) |

| Sofia 30 marzo 2006, ore 15:30 | Sudafrica | 0 – 7 (0-3; 0-1; 0-3) referto | Belgio | Winter Sports Palace (48 spett.) |

| Sofia 30 marzo 2006, ore 19:00 | Serbia e Montenegro | 2 – 4 (0-1; 1-2; 1-1) referto | Bulgaria | Winter Sports Palace (589 spett.) |

| Sofia 1º aprile 2006, ore 12:00 | Serbia e Montenegro | 14 – 5 (3-1; 8-1; 3-3) referto | Sudafrica | Winter Sports Palace (62 spett.) |

| Sofia 1º aprile 2006, ore 15:30 | Belgio | 4 – 0 (2-0; 0-0; 2-0) referto | Spagna | Winter Sports Palace (137 spett.) |

| Sofia 1º aprile 2006, ore 19:00 | Bulgaria | 0 – 9 (0-1; 0-1; 0-7) referto | Romania | Winter Sports Palace (1.843 spett.) |

| Sofia 2 aprile 2006, ore 12:00 | Spagna | 5 – 3 (2-1; 2-0; 1-2) referto | Sudafrica | Winter Sports Palace (43 spett.) |

| Sofia 2 aprile 2006, ore 15:30 | Romania | 11 – 1 (3-1; 3-0; 5-0) referto | Serbia e Montenegro | Winter Sports Palace (213 spett.) |

| Sofia 2 aprile 2006, ore 19:00 | Bulgaria | 4 – 4 (2-2; 1-1; 1-1) referto | Belgio | Winter Sports Palace (797 spett.) |

### Classifica
| Pos. |                     | PG | V | N | P | GF | GS | DR  | Pt |
| 1.   | Romania             | 5  | 5 | 0 | 0 | 59 | 9  | +50 | 10 |
| 2.   | Bulgaria            | 5  | 3 | 1 | 1 | 25 | 17 | +8  | 7  |
| 3.   | Belgio              | 5  | 2 | 2 | 1 | 19 | 10 | +9  | 6  |
| 4.   | Serbia e Montenegro | 5  | 2 | 1 | 2 | 23 | 23 | 0   | 5  |
| 5.   | Spagna              | 5  | 1 | 0 | 4 | 10 | 30 | -20 | 2  |
| 6.   | Sudafrica           | 5  | 0 | 0 | 5 | 12 | 59 | -47 | 0  |

### Riconoscimenti individuali
- Miglior portiere: Konstantin Mihaylov -  Bulgaria
- Miglior difensore: Ioan Timaru -  Romania
- Miglior attaccante: Laszlo Vargyas -  Romania

### Classifica marcatori
| Giocatore        | PG | G  | A  | Pt | +/- | MP |
| ---------------- | -- | -- | -- | -- | --- | -- |
| Catalin Geru     | 5  | 13 | 8  | 21 | +19 | 4  |
| Nutu Andrei      | 5  | 5  | 13 | 18 | +20 | 0  |
| Ioan Timaru      | 5  | 7  | 6  | 13 | +11 | 2  |
| Levente Elekes   | 5  | 7  | 6  | 13 | +8  | 4  |
| Laszlo Vargyas   | 5  | 4  | 8  | 12 | +17 | 0  |
| Ivan Prokic      | 5  | 4  | 7  | 11 | +5  | 22 |
| Attila Goga      | 5  | 3  | 7  | 10 | +12 | 8  |
| Viorel Nicolescu | 5  | 2  | 8  | 10 | +8  | 0  |
| Ervin Moldovan   | 5  | 6  | 3  | 9  | +9  | 0  |
| Boris Gabric     | 5  | 7  | 2  | 9  | +3  | 8  |

Fonte: IIHF.com

### Classifica portieri
| Giocatore           | Min    | TC  | GS | SO | MGS  | Sv%   |
| ------------------- | ------ | --- | -- | -- | ---- | ----- |
| Konstantin Mihaylov | 280:00 | 151 | 10 | 0  | 2.14 | 93.38 |
| Bjorn Stejlen       | 299:16 | 104 | 10 | 2  | 2.00 | 90.38 |
| Viorel Radu         | 140:00 | 28  | 3  | 2  | 1.29 | 89.29 |
| Adrian Catrinoi     | 160:00 | 47  | 6  | 0  | 2.25 | 87.23 |
| José Luis Alonso    | 250:42 | 92  | 17 | 0  | 4.07 | 81.52 |

Fonte: IIHF.com

## Gruppo B

### Incontri
| Auckland 3 aprile 2006, ore 12:00 | Corea del Nord | 1 – 5 (0-3; 0-1; 1-1) referto | Australia | Botany (150 spett.) |

| Auckland 3 aprile 2006, ore 15:30 | Messico | 1 – 4 (0-2; 1-2; 0-0) referto | Cina | Botany (120 spett.) |

| Auckland 3 aprile 2006, ore 19:00 | Nuova Zelanda | 1 – 8 (0-5; 1-1; 0-2) referto | Corea del Sud | Botany (570 spett.) |

| Auckland 4 aprile 2006, ore 12:00 | Cina | 14 – 2 (6-0; 4-1; 4-1) referto | Corea del Nord | Botany (85 spett.) |

| Auckland 4 aprile 2006, ore 15:30 | Corea del Sud | 15 – 2 (5-0; 7-2; 3-0) referto | Messico | Botany (110 spett.) |

| Auckland 4 aprile 2006, ore 19:00 | Australia | 6 – 2 (1-0; 2-0; 3-2) referto | Nuova Zelanda | Botany (1.200 spett.) |

| Auckland 6 aprile 2006, ore 12:00 | Australia | 2 – 4 (0-3; 1-0; 1-1) referto | Corea del Sud | Botany (108 spett.) |

| Auckland 6 aprile 2006, ore 15:30 | Messico | 0 – 3 (0-2; 0-0; 0-2) referto | Corea del Nord | Botany (100 spett.) |

| Auckland 6 aprile 2006, ore 19:00 | Cina | 5 – 0 (1-0; 2-0; 2-0) referto | Nuova Zelanda | Botany (550 spett.) |

| Auckland 7 aprile 2006, ore 12:00 | Australia | 9 – 2 (2-0; 4-0; 3-2) referto | Messico | Botany (150 spett.) |

| Auckland 7 aprile 2006, ore 15:30 | Corea del Sud | 3 – 6 (1-0; 1-4; 1-2) referto | Cina | Botany (250 spett.) |

| Auckland 7 aprile 2006, ore 19:00 | Corea del Nord | 3 – 0 (0-0; 1-0; 2-0) referto | Nuova Zelanda | Botany (800 spett.) |

| Auckland 9 aprile 2006, ore 12:00 | Corea del Sud | 5 – 1 (2-1; 2-0; 1-0) referto | Corea del Nord | Botany (600 spett.) |

| Auckland 9 aprile 2006, ore 15:30 | Cina | 5 – 5 (2-2; 1-1; 2-2) referto | Australia | Botany (550 spett.) |

| Auckland 9 aprile 2006, ore 19:00 | Nuova Zelanda | 3 – 4 (0-2; 1-2; 2-0) referto | Messico | Botany (1.200 spett.) |

### Classifica
| Pos. |                | PG | V | N | P | GF | GS | DR  | Pt |
| 1.   | Cina           | 5  | 4 | 1 | 0 | 34 | 11 | +23 | 9  |
| 2.   | Corea del Sud  | 5  | 4 | 0 | 1 | 35 | 12 | +23 | 8  |
| 3.   | Australia      | 5  | 3 | 1 | 1 | 27 | 14 | +13 | 7  |
| 4.   | Corea del Nord | 5  | 2 | 0 | 3 | 10 | 24 | -14 | 4  |
| 5.   | Messico        | 5  | 1 | 0 | 4 | 9  | 34 | -25 | 2  |
| 6.   | Nuova Zelanda  | 5  | 0 | 0 | 5 | 6  | 26 | -20 | 0  |

### Riconoscimenti individuali
- Miglior portiere: Yang Yu -  Cina
- Miglior difensore: Luke Thilthorpe -  Australia
- Miglior attaccante: Kim Ki-Sung -  Corea del Sud

### Classifica marcatori
| Giocatore     | PG | G  | A | Pt | +/- | MP |
| ------------- | -- | -- | - | -- | --- | -- |
| Ki Sung Kim   | 5  | 10 | 8 | 18 | +16 | 4  |
| Kyu Hun Kim   | 5  | 5  | 5 | 10 | +4  | 6  |
| Kyung-Tae Kim | 5  | 3  | 6 | 9  | +12 | 2  |
| Chao Du       | 5  | 6  | 2 | 8  | +5  | 12 |
| Lei Chen      | 5  | 2  | 6 | 8  | +7  | 14 |
| Zhiqiang Wang | 5  | 6  | 1 | 7  | +3  | 4  |
| Yong-Jun Lee  | 5  | 3  | 4 | 7  | +7  | 6  |
| Kai Yin       | 5  | 3  | 3 | 6  | +8  | 6  |
| Joseph Hughes | 5  | 5  | 0 | 5  | +3  | 0  |
| Chris Sekura  | 5  | 5  | 0 | 5  | +2  | 2  |

Fonte: IIHF.com

### Classifica portieri
| Giocatore     | Min    | TC  | GS | SO | MGS  | Sv%   |
| ------------- | ------ | --- | -- | -- | ---- | ----- |
| Yang Yu       | 240:00 | 123 | 9  | 2  | 2.25 | 92.68 |
| Ho-Seung Son  | 220:00 | 76  | 6  | 0  | 1.64 | 92.11 |
| Mike Parsons  | 220:00 | 208 | 18 | 1  | 4.91 | 91.35 |
| Matthew Ezzy  | 179:31 | 96  | 9  | 0  | 3.01 | 90.62 |
| Stuart Denman | 120:00 | 35  | 4  | 0  | 2.00 | 88.57 |

Fonte: IIHF.com